# Gheorghe Surdu
Gheorghe Surdu  (n. 18 ianuarie 1917, Broșteni, România – d. 5 octombrie 1983, București, România), a fost pictor, desenator, profesor și promotor al activităților culturale din orașul Brezoi. Fiu al lui Gheorghe și al Anei Surdu, el s-a numărat printre personalitățile marcante ale artei și educației din județul Vâlcea, activând intens în perioada postbelică. În semn de respect pentru contribuția sa la viața comunității, a fost declarat cetățean de onoare al orașului Brezoi, iar liceul local poartă astăzi numele său.
Membru al Uniunii Artiștilor Plastici și al „Fondului Plastic”, a expus lucrări de pictură în cadrul unor expoziții organizate la Sibiu, Brașov, București, Râmnicu Vâlcea și Brezoi. Lucrările lui s-au bucurat de un real succes și de cronici elogioase în presa vremii. Picturile, în special cele de peisaj, se remarcă printr-un ton luminos și echilibrat, cu o linie expresivă și o abordare sinceră a naturii, ilustrând sensibilitatea și stăpânirea mijloacelor de expresie plastică.

## Biografie și studii
Gheorghe Surdu a rămas orfan de tată încă din copilărie, tatăl său pierzându-și viața pe front în anul 1918, în timpul Primului Război Mondial. Între anii 1924 și 1931 a urmat școala primară și gimnazială în orașul Brezoi, județul Vâlcea, iar până în 1936 și-a continuat studiile la „Școala Normală” din Râmnicu Vâlcea. Aici, profesorul său de desen, pictorul Constantin Iliescu, i-a remarcat talentul artistic și l-a îndrumat în formarea sa în domeniul artelor plastice.
După absolvire, a activat ca învățător în Basarabia timp de doi ani. A fost ulterior încorporat și și-a efectuat stagiul militar la „Școala de ofițeri de rezervă” din Ploiești, fiind avansat la gradul de sublocotenent în rezervă în 1 iunie 1938.
În timpul celui de-al Doilea Război Mondial a fost concentrat în mai multe rânduri în diverse zone ca  Ardeal, Moldova, Basarabia.
În anul 1941 s-a înscris la Academia de Belle Arte din București, unde l-a avut ca profesor și mentor pe pictorul Jean Alexandru Steriadi. A fost mobilizat din nou în război, participând la luptele de pe frontul din Cehoslovacia, inclusiv în regiunea Munților Tatra.
A reușit să finalizeze studiile artistice abia în 1947, întârzierea fiind cauzată de perioadele repetate de concentrare militară. După absolvire, s-a întors în Brezoi, unde a devenit profesor de desen și, complementar, a predat și istorie.
În perioada 1950–1952 a deținut funcția de director al Școlii elementare din localitate. La 21 iulie 1954 s-a căsătorit cu Elena Mănăsescu. Începând cu anul 1962 a predat desenul la Liceul Teoretic din Brezoi, până la pensionarea sa din 1 septembrie 1979, continuând colaborarea cu instituția și după această dată.
Gheorghe Surdu a încetat din viață pe 5 octombrie 1983, la București.

## Aprecieri
„Picturile profesorului reprezintă o adevărată frescă a Brezoiului, acestea reprezentând mărturii prețioase ale unei realități de mult dispărute. Cu o carieră didactică strălucită la liceul din Brezoi, ca profesor suplinitor și apoi titular, a fost deosebit de apreciat, atât de elevi și colegi, cât și de ceilalți brezoieni. În principal, a predat desenul tehnic și artistic, dar și istoria. A fost inițiatorul, organizatorul și actorul tuturor spectacolelor de teatru din școală, cu care a participat la diferite concursuri organizate la nivel de județ. Împreună cu profesorul Marin Șerban, a colecționat diferite obiecte vechi (vestigii arheologice, monezi, cărți de patrimoniu, costume populare, documente, etc.), cu care au înființat muzeul școlii. A făcut parte din Colectivul redacțional al revistei „Lotru”, unde a publicat o serie de articole despre Brezoi. În 1974, a predat la DJVAN, peste 400 de documente istorice, iar la Muzeul Județean de Istorie Vâlcea – mai multe monezi vechi de argint și aramă." - Istorie locală
Gheorghe Surdu, profesor de desen și istorie la școala generală din Brezoi, a avut o influență semnificativă asupra elevei sale Angela Tomaselli. După cum se afirmă într-un articol publicat în revista „Siamo di nuovo insieme” nr. 39-40, în semn de omagiu, Angela Tomaselli intenționa să organizeze o expoziție personală la Brezoi, cu ocazia atribuirii numelui lui Gheorghe Surdu liceului din localitate.

## Recunoaștere oficială
- La data de 27 august 2010, în cadrul unei ședințe a Consiliului Local Brezoi, Gheorghe Surdu a fost declarat cetățean de onoare post mortem al orașului Brezoi, ca semn de recunoaștere a contribuției sale remarcabile la viața artistică, educațională și culturală a comunității. Propunerea a fost susținută de reprezentanții administrației locale și de membrii comunității educaționale, fiind aprobată în unanimitate.[7]
- Liceul Teoretic „Gheorghe Surdu” - În semn de apreciere pentru contribuțiile sale,  liceul teoretic și o stradă din Brezoi îi poartă numele, acest gest simbolizând respectul și recunoașterea comunității față de activitatea sa.[8][9]

## Activitate

### Publicistică
În perioada 1967–1969, Gheorghe Surdu a făcut parte din colectivul de redacție al revistei „Lotrul”, o publicație de cultură a Liceului Teoretic Brezoi. Revista era dactilografiată pe coli A4, copertată cu carton simplu și legată cu capse metalice, fiind editată în condiții modeste, dar remarcabile prin conținut. Încă se păstrează exemplare din numerele 1–8 la Direcția Județeană Vâlcea a Arhivelor Naționale, primul apărând la 10 iunie 1967, iar ultimul la 10 aprilie 1969. În colectivul de redacție se regăseau cadre didactice și elevi ai liceului, printre care și Gheorghe Surdu, menționat ca „principal colaborator”. A semnat o serie de articole publicate în serial, dedicate istoriei și culturii locale, între care: 
- 1967 - Momente din istoria Văii Lotrului
- 1967 - Despre vechimea satelor de pe Lotru
- 1967 - Momente din istoria drumului de pe Olt
- 1968 - File din istoria satului Drăgănești
- 1968 - Pădurile și vechile joagăre de pe Lotru
- 1969 - Relațiile lotrenilor cu Mânăstirea Cozia[11]

Conform aprecierii unui colectiv de specialiști, profesorul Surdu a semnat această „serie de articole despre istoria Brezoiului, însă fără să citeze vreodată sursele, ceea ce nu numai că le scade valoarea științifică, dar trebuie folosite cu multă precauție ca surse documentare.”

### Teatru (amatori)
A fost actor și animator al vieții culturale – a organizat și a participat la spectacole școlare și județene, contribuind la promovarea teatrului de amatori în regiune. În cadrul edițiilor Festivalului bienal de teatru „Ion Luca Caragiale” (1958 și 1965), Gheorghe Surdu a fost menționat în presa regională. Ca o neîmplinire a fost citat jocul său actoricesc care „încearcă să se evidențieze cu orice preț, în dauna textului și a partenerilor”.

### Arheologie și patrimoniu
A colecționat obiecte vechi (vestigii, monede, cărți, costume) și a pus bazele unui mic muzeu școlar; a susținut cercetări locale privind situri arheologice, precum și conservarea patrimoniului istoric.
În 1964, Gheorghe Surdu a semnalat autorităților descoperirea unui mormânt de incinerație datat în secolul al V-lea î.e.n., aflat pe podișul lui Lazăr din Valea lui Stan (Valea Lotrului). Mormântul era adăpostit într-o casetă din lespezi de piatră, iar intervenția sa a permis conservarea inventarului funerar și includerea descoperirii în patrimoniul arheologic local.

### Artistică – expoziții
În perioada verii 1966, în stațiunile de pe Valea Oltului au fost organizate expoziții de artă populară și lucrări ale artiștilor plastici locali, printre care Gheorghe Surdu, Viorel Ștefănescu, Ivona Vlăduț și C. Iliescu.
În anul 1977, Gheorghe Surdu a participat la expoziția „Peisajul vâlcean în arta plastică”, organizată la Râmnicu Vâlcea în cadrul Festivalului Cântarea României. Lucrarea sa, „Peisaj la Brezoi”, a fost apreciată „pentru capacitatea de a depăși redarea culorii locale, exprimând valori perene ale peisajului și sufletului românesc".
În anul 2013, Primăria Orașului Brezoi a organizat o expoziție cu lucrările profesorului Gheorghe Surdu, care au fost expuse alături de cele ale altor două pictorițe originare din Brezoi: Angela Tomaselli și Medi Wechsler Dinu.
În luna iunie 2016, la Muzeul Județean „Aurelian Sacerdoțeanu” din Râmnicu Vâlcea, Uniunea Artiștilor Plastici a organizat o expoziție retrospectivă dedicată creației pictorului Gheorghe Surdu, sub titlul „Restituiri”, confirmând recunoașterea sa în mediile profesionale artistice. Evenimentul a fost realizat în parteneriat cu Primăria orașului Brezoi și a reunit lucrări din colecții particulare și fonduri muzeale.

## Moștenire culturală și activitate educațională contemporană
În 2016, la editura Conphys, a apărut volumul Valea Lotrului în documente – Gheorghe Surdu, îngrijit de Gelu Efrim, care valorifică fondul documentar adunat de profesorul Surdu din localitățile Văii Lotrului și donat Arhivelor Statului Vâlcea. Lucrarea este structurată pe capitole tematice și ilustrată cu fotografii, desene și picturi din colecția personală a acestuia. Cartea a fost elogiată în revista Cultura Vâlceană drept o contribuție remarcabilă la istoriografia locală și un omagiu adus unei lumi apuse.